# Coringa
Coringa, également connu sous le nom de Korangi (en télougou : కోరంగి), est un petit village situé sur les côtes du district du Godavari oriental, dans l'Andhra Pradesh, en Inde. Il comprend le village et une île adjacente, nommée Hope Island par les autorités britanniques dans l'espoir qu'elle serait protégée des catastrophes environnementales. On retrouve juste à l'Est le sanctuaire faunique de Coringa.
Le navire battant pavillon français Harmonie, lors d'un voyage de l'île Bourbon (aujourd'hui la Réunion) à Pondichéry, a fait naufrage à Coringa en octobre 1834. Son équipage a été secouru. 
Le village est à dix kilomètres au nord de l'ancien comptoir français de Yanaon. 

## Cyclones
En 1789, un cyclone tropical a frappé Coringa et la forte onde de tempête a tué 20 000 personnes.
Le 25 novembre 1839, un autre cyclone a frappé l'est de l'Inde avec des vents violents et une importante onde de tempête. Une fois de plus, Coringa a subi de gros dégâts. Plus de 300 000 personnes sont mortes et 20 000 navires ont été détruits dans la région.